# Ferdinand de Marsin

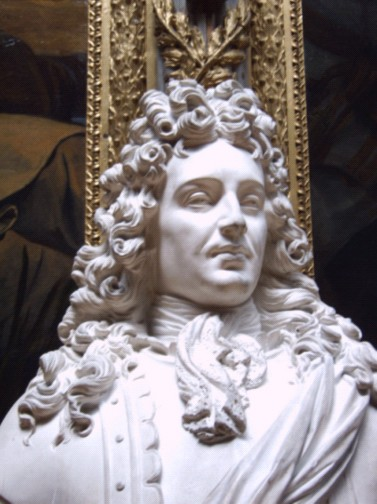
Büste in der Schlachtengalerie des Schloss Versailles

Ferdinand de Marsin (auch: Marchin) (* 10. Februar 1656 in Lüttich; † 9. September 1706 in Turin) war ein französischer Heerführer, Marschall von Frankreich und Diplomat.
Er war Sohn des Grafen von Granville Jean Gaspard Ferdinand de Marchin und dessen Frau Marie de Balzac d’Entragues.

## Laufbahn
Sein Vater war bereits Befehlshaber der spanischen Truppen in den Niederlanden, konnte dabei aber keine Reichtümer erwerben. Sein Sohn trat bereits mit 17 in die Armee ein. Marsin diente zunächst in Flandern und wurde in der Schlacht bei Fleurus (1690) verwundet. Im Pfälzischen Erbfolgekrieg kämpfte er in der Schlacht bei Neerwinden (1693) und war bei der Belagerung von Charleroi dabei.
1688 wurde er zum Brigadier des armées du Roi und 1693 zum  Maréchal de camp befördert. 1695 wurde er „Directeur général de la cavalerie“ und per Brevet Lieutenant général.
Von 1701 bis 1702 war er französischer Botschafter in Spanien. Im Spanischen Erbfolgekrieg war er 1702 in der Schlacht bei Luzzara dabei. Nach der Schlacht bei Höchstädt 1703 wurde er Marschall von Frankreich und Nachfolger von Villars. Er zwar zunächst erfolgreich, aber in der Schlacht am Schellenberg im Jahr darauf wurde er zusammen mit Tallard in der Zweiten Schlacht bei Höchstädt geschlagen.
Im Jahre 1706 wurde er in der Schlacht bei Turin schwer verletzt und geriet in Gefangenschaft, in der er kurze Zeit später starb.